# François Mabille
Pour les articles homonymes, voir Mabille.
François Mabille, né le 30 juillet 1965 à Bondy, est un chercheur français en relations internationales.

## Biographie

### Études
François Mabille soutient une thèse de doctorat en sciences politiques en 1997 à l’IEP de Paris sur le mouvement Pax Christi et une habilitation à diriger des recherches à l’UPEC en 2015.

### Enseignement et responsabilités à l’Institut catholique de Paris
François Mabille intègre l’Institut catholique de Paris (ICP) en 1998, où il fonde avec Joseph Maïla et Pax Christi le Centre de recherche sur la Paix, qui a participé à l’introduction des Peace Studies en France et qui a disparu. En 2000, il crée le master Solidarité et Actions Internationales au sein de la Faculté des sciences sociales et économiques de l’Institut catholique de Paris et le dirige jusqu’en 2005. Élu doyen de cette faculté en 2005, il a été réélu en 2009, période durant laquelle il a initié plusieurs programmes innovants, notamment des masters en intelligence économique, sciences politiques, économie sociale et environnement. Il lance également à l'Institut catholique le Diplôme  Universitaire pour la formation des responsables religieux (imams et futurs imams), en partenariat avec Didier Leschi (Bureau Central des Cultes du ministère de l'intérieur) et le Ministère de l’Immigration.

### Enseignement et responsabilités à l’Université catholique de Lille
De 2010 à 2016, il enseigne les relations internationales à l’Université catholique de Lille, où il fonde en 2011 la chaire "Enjeux de société et prospective", qui a disparu.
Il participe à la création de l’Institut international de prospective sur les écosystèmes innovants (2014), un centre de réflexion sur la gouvernance et la transformation des universités.
De 2015 à 2017, il est également directeur du Réseau international d’études sur la radicalisation et le risque religieux, qui a disparu en 2017.

### Activités à laFédération internationale des universités catholiques
Élu secrétaire général de la Fédération internationale des universités catholiques en 2016, il y fonde le département Formation et le département Prospective, spécialisé dans les enjeux de l'enseignement supérieur au niveau international, et lance un processus de réflexion sur la responsabilité sociale des universités catholiques (RSU) qui aboutit à la création du référentiel Newman, premier référentiel catholique sur ce thème, qui utilise notamment l'apport du système d'intelligence artificielle MILEVA.

### Activités de recherche et collaborations internationales
De 1998 à 2007, François Mabille est chercheur associé au sein du CEIFR (CNRS-EHESS), où il co-dirige avec Danièle Hervieu-Léger le « Project Welfare and Religion in a European Perspective » lancé par l’université d’Uppsala.
Il est chercheur au LIPHA (Université Paris Est) et chercheur associé au sein de l’UQAM (Chaire Raoul-Dandurand) à Montréal (Canada).
François Mabille est chercheur statutaire au Groupe Sociétés, Religions, Laïcités (GSRL) du CNRS. Il est par ailleurs directeur de l'Observatoire géopolitique des Religions au sein de l'IRIS depuis 2018.
Contributions notables
François Mabille a été précurseur dans l'analyse des ONG confessionnelles et de l'internationalisme catholique. Son ouvrage "Les ONG confessionnelles – religions et action internationale" est considéré comme une référence dans l'étude des acteurs religieux en sciences sociales. Il a également joué un rôle majeur dans la compréhension de la place du catholicisme sur la scène internationale à travers ses recherches et publications.
François Mabille est reconnu pour son expertise en géopolitique des religions et en diplomatie pontificale, domaines dans lesquels il a apporté des contributions significatives. En somme, François Mabille est une figure incontournable dans l'étude des interactions entre religion et relations internationales, apportant une perspective éclairée sur la diplomatie religieuse et les dynamiques géopolitiques contemporaines
Dans les médias :
https://www.radiofrance.fr/personnes/francois-mabille

## Publications
- La Vatican. La papauté face à un monde en crise, Editions Eyrolles, 2025, 214 p.
- [dir.], Covid 19 : Toward a Global Risk Society, L'Harmattan, 2021, 220 p.
- [dir.], Covid 19 : Vers une société internationale du risque, L'Harmattan, 2020, 218 p.
- Le Secours Catholique 1946-2016, Editions Le Cerf, 2016, 240 p.
- [dir.], La longue transition du catholicisme. Gouvernementalité et influence, Paris, Éditions du Cygne, 2014.
- Avec Hélène Tessier [dir.], Le trauma dans les conflits contemporains, Paris, Éditions du Cygne, 2013.
- Avec Hélène Tessier [dir.], Les sociétés au risque des conflits, Paris, Éditions du Cygne, 2013.
- Avec Valérie Fert [dir.], Enjeux géopolitiques de l’environnement. Énergies, marchés, conflits, Paris, Éditions du Cygne, 2013, 177 p.
- Benoît XVI ou la désacralisation des souverains pontifes, Paris, Éditions du Cygne, 2013[8].
- Avec Valérie Fert [dir.], Les nouveaux enjeux environnementaux, Paris, Édition Fondation Poupard (collection : Sciences humaines, éthique et société), 2012, 86 p.
- Les troupes du Vatican, Paris, Éditions Le Manuscrit, 2008, 358 p.
- Avec Bruno Duriez et Kathy Rousselet [dir.], Les ONG confessionnelles. Religions et action internationale, Paris, L'Harmattan, 2007, 286 p.[9]
- Les catholiques et la paix au temps de la guerre froide. Paris, L’Harmattan, 2004, 427 p. Lire en ligne
- [dir.], Politique, Démocratie et développement. Du local au global, Paris, L’Harmattan, 2003, 190 p.
- L’expertise internationale dans le catholicisme français, Paris, L’Harmattan, 2002, 214 p.
- Approches de l’Internationalisme catholique, Paris, L’Harmattan, 2002, 241 p.[10].
- [édit.], L’Église et la paix : 25 ans de messages pontificaux pour la paix, édition critique présentée par François Mabille, Paris, Le Centurion, (collection Les Dossiers de la Documentation catholique), 1993, 389 p.[11],[12].